# Антонія Бріко
Антонія Бріко (англ. Antonia Brico; 26 червня 1902, Роттердам, Нідерланди — 3 серпня 1989, Денвер, США) — американська піаністка, перша жінка-диригентка.

## Біографія
Народилася 26 червня 1902 року у Роттердамі у родині Агнес Бріко. Оскільки неодружена мати не могла утримувати дитину, вона віддала Антонію в монастир. У дворічному віці її забрала прийомна родина, з якою, під ім'ям Вільгельміни Волтус, у 1908 році Антонія переїхала до США й оселилася в Окленді.
Навчаючись у середній школі, з 10 років вона почала учитися грі на фортепіано.
Під впливом Пауля Штайндорфа вирішила стати диригенткою.
З 1919 до 1923 рік навчалася у Музичному коледжі Берклі. В цей час знайшла рідну родину та повернула своє справжнє ім'я.
Протягом 1927—1929 років навчалася у Берлінській державній музичній академії.
Антонія Бріко померла 3 серпня 1989 року у Денвері.

## Музична діяльність
10 січня 1930 року дебютувала як перша жінка, яка диригувала Берлінським філармонічним оркестром. Про це вона казала:
|   | Народжуються або музикантами, або не музикантами. І це не має нічого спільного зі статтю. |
| — |                                                                                           |

У липні 1930 року виступила у Лос-Анджелесі. Після цього виступала у Мілані, Копенгагені, Відні, Лондоні,Брюсселі.
У 1932 році повернулася до США. У 1934 році за підтримки першої леді Елеонори Рузвельт та мера Нью-Йорка Фіорелло Ла Гуардіа організувала Нью-Йоркський жіночий симфонічний оркестр.
У 1940-х роках Бріко переїхала у Денвер, де заснувала та була першою музичною керівницею Денверського симфонічного оркестру, який згодом отримав на її честь назву Brico Symphony.

## Визнання
У 1974 році американська музикантка Джуді Коллінз і незалежна кінорежисерка Джилл Годмілоу створили документальний фільм «Антонія. Портрет жінки».
У 1986 році була включена до Зали жіночої слави Колорадо.
У 2018 році нідерландська режисерка Марія Петерс за фактами життя Антонії Бріко зняла художній фільм «Диригентка».